# Kanton Dourdan
Canton de Dourdan je francouzský kanton v departementu Essonne v regionu Île-de-France. Vznikl 20. července 1967.

## Složení kantonu
| Obec                  | Počet obyvatel (2008) | PSČ   | INSEE       |
| --------------------- | --------------------- | ----- | ----------- |
| Authon-la-Plaine      | 351                   | 91410 | 91 1 07 035 |
| Chatignonville        | 61                    | 91410 | 91 1 07 145 |
| Corbreuse             | 1689                  | 91410 | 91 1 07 175 |
| Dourdan               | 9625                  | 91410 | 91 1 07 200 |
| La Forêt-le-Roi       | 472                   | 91410 | 91 1 07 247 |
| Les Granges-le-Roi    | 1000                  | 91410 | 91 1 07 284 |
| Mérobert              | 543                   | 91780 | 91 1 07 393 |
| Plessis-Saint-Benoist | 307                   | 91410 | 91 1 07 495 |
| Richarville           | 429                   | 91410 | 91 1 07 519 |
| Roinville             | 1190                  | 91410 | 91 1 07 525 |
| Saint-Escobille       | 463                   | 91410 | 91 1 07 547 |